# Ethel Söderman
Zara Ethel Elisabet Roos-Söderman, född 24 januari 1935 i Jokkmokk, död 7 augusti 1994 i Grödinge var en svensk målare.
Söderman studerade vid Konstfackskolan i Stockholm 1950 och i Paris 1952. Hon arbetade med ett monumentalt och dekorativt måleri med barn, fåglar, landskap, trädstudier och porträtt utförda i olja, gouache, pastell eller akvarell. Hon är representerad i några kommuner. Hennes konst är signerad med Ethel.